# Return statement
In de computerprogrammering zorgt een return statement ervoor dat de uitvoering van de huidige subroutine wordt stopgezet en dat het programma wordt hervat op het punt in de code direct na het punt waar de subroutine werd aangeroepen, beter bekend als het returnadres. Het returnadres wordt meestal op de call stack van het proces opgeslagen, dit als onderdeel van de operatie die de subroutine aanroept. Vele programmeertalen laten het toe dat een functie een returnwaarde teruggeeft aan de broncode die deze functie heeft aangeroepen.